# Utbildning i Belgien
Utbildning i Belgien är tydligt påverkad av Belgiens flerspråkighet, där franska, nederländska och tyska är officiella språk, och landets återkommande språkkonflikter. Med undantag för främmande språk så sker huvudundervisningen på det dominerande språket i regionen. I den tvåspråkiga Brysselregionen avgör elevernas modersmål. Utbildningsstadierna är samma i alla delar av landet. Efter förskoleverksamhet för 3-6-åringarna går 6-12-åringarna i primärskola och sekundärskola.
I slutet av 1960-talet och 1970-talet delades de universitet som då var tvåspråkiga upp i franskspråkiga respektive nederländskspråkiga universitet. De utbildningsinrättningar som åtnjuter fullständig universitetsstatus, inklusive examinationsrätt på doktorsnivå, är:
- Franskspråkiga
  - Université Libre de Bruxelles
  - Université de Liège
  - Université Catholique de Louvain, som via Académie Louvain även är associerat med tre fristående fakulteter:
    - Facultés Universitaires Saint-Louis
    - Facultés Universitaires Catholiques de Mons
    - Facultés universitaires Notre-Dame de la Paix

  - Faculté Universitaire des Sciences Agronomiques de Gembloux
  - Université de Mons, en sammanslagning av Faculté Polytechnique de Mons och Université de Mons-Hainaut
- Nederländskspråkiga
  - Universiteit Antwerpen
  - Hogeschool-Universiteit Brussel (tidigare Katholieke Universiteit Brussel)
  - Vrije Universiteit Brussel
  - Universiteit Gent
  - Universiteit Hasselt
  - Katholieke Universiteit Leuven

Därutöver finns ett antal högskolor med examinationsrätt inom grundutbildning.